# Claudia Lau
Claudia Lau, född 11 november 1992, är en hongkongsk simmare.
Lau tävlade för Hongkong vid olympiska sommarspelen 2016 i Rio de Janeiro, där hon blev utslagen i försöksheatet på 100 och 200 meter ryggsim.